# Tuntenhaus
Unter der Bezeichnung Tuntenhaus existieren und existierten mehrere von Schwulen, Lesben und Transgendern organisierte alternative Hausprojekte in verschiedenen Städten, die sowohl als kommunaler Wohnraum, als auch für gelegentliche kulturelle Veranstaltungen genutzt werden und wurden. Der Begriff leitet sich vom ursprünglichen Schimpfwort „Tunte“ ab.
Das bekannteste und noch einzig existierende Projekt mit diesem Namen ist das seit 1990 bestehende zweite Tuntenhaus in Berlin, das sich nach der Räumung der Mainzer Straße im Hinterhaus der Kastanienallee 86 in Prenzlauer Berg niedergelassen hat. Ein erstes Tuntenhaus in Berlin gab es in den 1980er Jahren.
Darüber hinaus existierten das 1994 gegründete DerDieDas Tuntenhaus am Tavelweg 26 in Bern, welches aus der Performancegruppe DerDieDas hervorging, das Tuntenhaus in Bremen und das Tantenhaus in Genf.
Ein ähnliches Wohnprojekt ist der Schwarze Kanal in Berlin, ein von Lesben und Transgendern bewohnter Bauwagenplatz, sowie das queer-feministisches Wohn- und Werkstattprojekt für kollektives und selbstbestimmtes Leben und Arbeiten Villa Magdalena K. in Hamburg-St. Pauli. 